# Maria Krystyna Pawłowska-Godlewska
Maria Krystyna Pawłowska–Godlewska (ur. 24 września 1948 w Radomsku) – polski architekt, urbanista, planista, rzeczoznawca i biegły sądowy.

## Życiorys

### Wykształcenie
Studiowała na Wydziale Architektury Politechniki Wrocławskiej. Dyplom magistra inżyniera architekta uzyskała 20 października 1972 (na podstawie pracy dyplomowej wykonanej pod kierunkiem prof. Eugeniusza Jodłowca).

### Uprawnienia
- budowlane (1976) – nr 249/76/Pw wydane przez Urząd Wojewódzki w Poznaniu
- urbanistyczne (1993) – nr 1341/93 wydane przez Ministra Gospodarki Przestrzennej i Budownictwa
- status i prawa twórcy (1998) – nr 1321
- rzeczoznawca budowlany w specjalności architektonicznej (1999) – decyzja Nr 4/99 Wojewody Wielkopolskiego
- rzeczoznawca budowlany (2000) – poz. 07/00/R w Centralnym Rejestrze Rzeczoznawców Budowlanych[1]
- Członek Izby Architektów RP: MA-1107
- biegły sądowy z zakresu architektury i urbanistyki przy dwóch Sądach Okręgowych w Warszawie – od 29 września 2004[2]

### Praca zawodowa
- 1972-90: Miejska Pracownia Urbanistyczna w Opolu, „Inwestprojekt” w Opolu i Poznaniu, Wojewódzkie Biuro Projektów w Poznaniu, Biuro Projektów Realizacji Urbanistycznych w Saidzie (Algieria)
- 1990-97 i 2003-2013: praca w administracji samorządowej i rządowej
- 1997-2002: praca w pracowniach projektowych architektoniczno-urbanistycznych

Współwłaściciel Studia Twórczego Marii i Jana Godlewskich – Architektura Urbanistyka Wnętrza

## Działalność projektowa

### Konkursy urbanistyczno-architektoniczne
- Śródmieście Płocka – otwarty SARP nr 582/1976, I. nagroda (kom. SARP 5/76), z arch. Janem Godlewskim
- Śródmieście Zachód w Katowicach – otwarty SARP nr 596/1976, premia (kom. SARP 1-2/77), z arch. Janem Godlewskim
- Śródmieście Będzina – otwarty SARP nr 633, wyróżnienie II stopnia, z arch. Janem Godlewskim
- Kamieniec – projekt zagospodarowania dla nowego osiedla zabudowy mieszkaniowej jednorodzinnej wraz z architekturą budynków w zabudowie wolnostojącej i bliźniaczej – otwarty SARP 1978, wyróżnienie I stopnia
- Osiedle mieszkaniowe „Międzylesie” w Koninie – zamknięty SARP 1979, premia, z arch. Janem Godlewskim
- Śródmieście Wołomina – otwarty SARP nr 641/1980, wyróżnienie III. stopnia, z arch. Janem Godlewskim
- Kościół pw. bł. Radzyma Gaudentego w Gnieźnie, z arch. Janem Godlewskim

### Tematyka prac projektowych
- przekształcenia śródmieść zabytkowych miast (Płock, Będzin, Poznań)
- tworzenie nowej zabudowy (Konin, Kamieniec, Naama w Algierii)
- miejscowe plany zagospodarowania przestrzennego, koncepcje programowo-przestrzenne dla dzielnic i kwartałów miast przekształcanych i rewaloryzowanych, studia uwarunkowań i kierunków zagospodarowania przestrzennego (Opole, Poznań, Radomsko, Bydgoszcz, Buk, Kalisz, Pleszew, Moszczenica)

### Realizacje
- szkoły i przedszkola: w Poznaniu, w Kościanie, w Wielichowie, w Śmiglu
- wille, rezydencje, domy jednorodzinne: w Warszawie i okolicach oraz za granicą
- ośrodki rekreacyjno-wypoczynkowe w Wielkopolsce: w Mrzeżynie, Tucznie, Wilczynie
- projekty urbanistyczne, plany zagospodarowania przestrzennego: w Opolu, w Poznaniu, w Radomsku, w Bydgoszczy, Kaliszu, Pleszewie
- nowe miasto wojewódzkie Naama w Algierii.